# Majdan asz-Szadżara
Majdan asz-Szadżara (ar. ميدان الشجرة, w wolnym tłumaczeniu Plac Drzewny) – główny plac Bengazi, stolicy historycznego regionu Libii Cyrenajki. Na placu krzyżują się dwie najważniejsze ulice miasta: Gamal Abdel Naser i Amr ibn al-As.
Nazwa placu pochodzi od stojącego na jego środku cedru atlantyckiego.
Podczas powstania w Libii w 2011 na placu odbyły się demonstracje przeciwników Mu’ammara al-Kaddafiego.